# Dorcadion klavdiae
Dorcadion klavdiae är en skalbaggsart som beskrevs av Aleksandr Sergeievich Danilevsky 1992. Dorcadion klavdiae ingår i släktet Dorcadion och familjen långhorningar. Inga underarter finns listade i Catalogue of Life.